# Missale Scarense

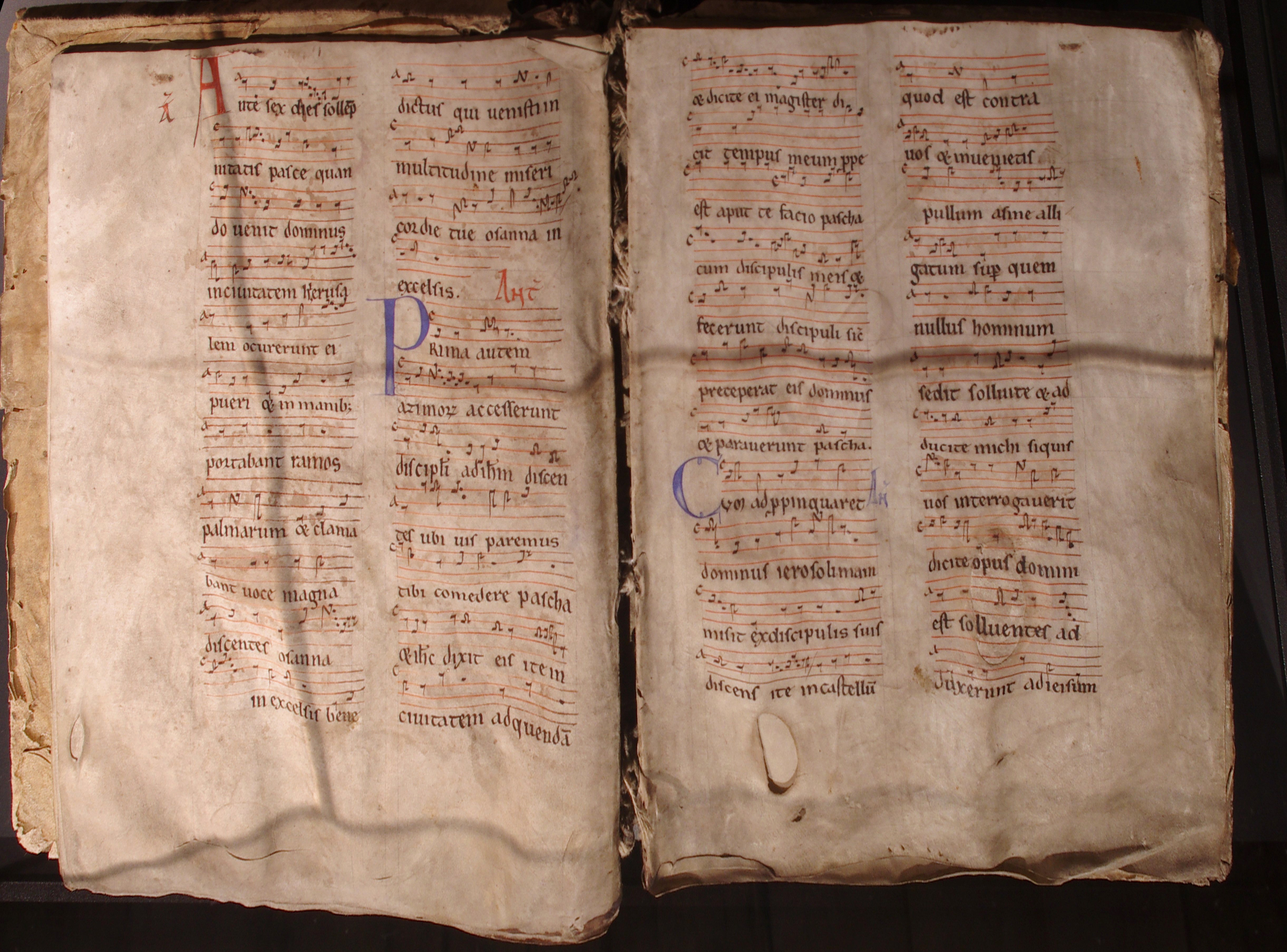
Missale von Skara im Västergötlands Museum. Zu sehen sind Prozessionsgesänge zur Palmprozession am Palmsonntag

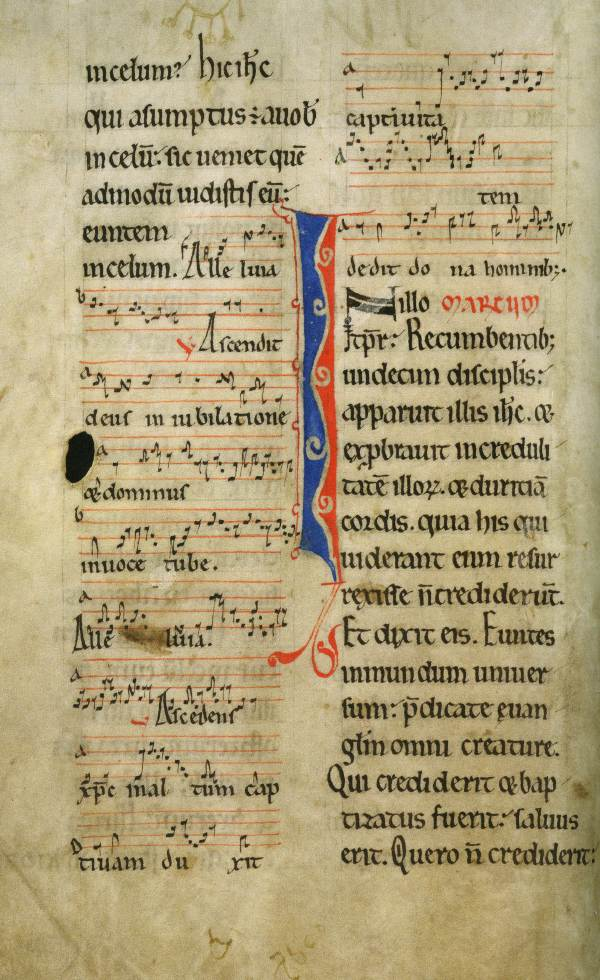
Halleluja (Ruf vor dem Evangelium) und Anfang des Evangeliums an Christi Himmelfahrt

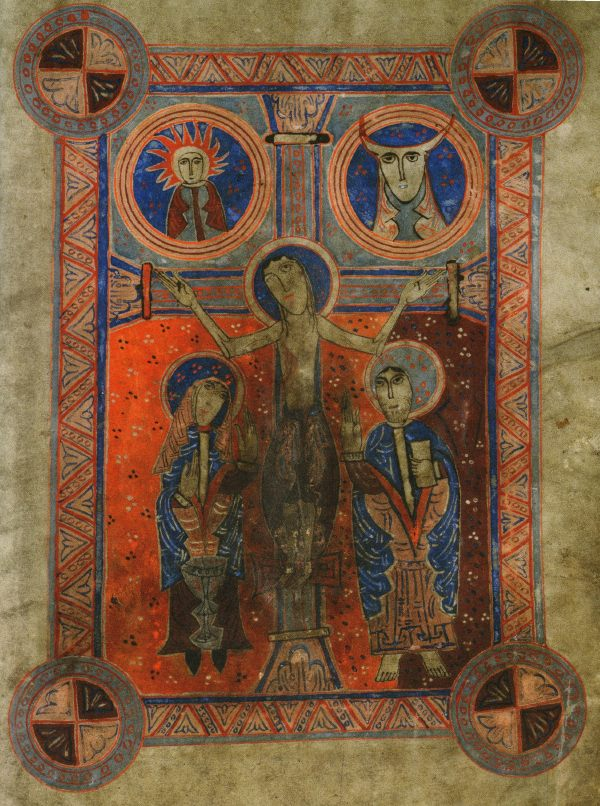
Kreuzigungsgruppe mit Sonne und Mond

Das Missale Scarense, lateinisch für Messbuch von Skara, schwedisch Skaramissalet, ist ein mittelalterliches Messbuch. Es gilt als das älteste in Schweden erhaltene Buch.

## Beschreibung
Das Missale von Skara war ein Voll-Missale (missale plenum). Von seinen ursprünglich über 300 Blättern sind noch 44 erhalten, die heute, nachdem sie bei einer alten Neubindung in zwei Bände beschnitten wurden, 31 × 21 cm messen.
Zu seiner Herkunft gibt es mehrere Hypothesen. Zusammenstellung und Notation der liturgischen Gesänge legen eine Entstehung im normannischen Einflussbereich (England, Nordwesten von Frankreich) nahe.
Mit Hilfe der Radiokarbonmethode lassen sich die Blätter auf 1150/1160 datieren; das Eichenholz der Einbanddeckel des zweiten Bandes kann dendrochronologisch auf 1270 datiert werden. Die Schrift zeigt einen Übergangsstil von karolingischer Minuskel zu gotischer Schrift. Leichte Abweichungen lassen vermuten, dass im zweiten Band ab f. 22v ein zweiter Schreiber daran beteiligt war.
Der erste Band enthält das Proprium vom Freitag nach Judika bis Palmsonntag; der zweite Band reicht vom dritten Sonntag nach Ostern bis Trinitatis und enthält ein Fragment einer Missa pro defunctis (Requiem) sowie auf den Blättern 24 ff. den Canon Missae. Zwei ganzseitige Illustrationen zeigen in romanischer Buchmalerei eine Maiestas Domini und eine Kreuzigungsgruppe mit Sonne und Mond.

## Überlieferung
Erst seit 1748 ist das Buch, das sicher von Anfang an für den Gebrauch an einer Stifts- oder Domkirche gedacht war, bibliographisch am Dom zu Skara nachgewiesen. 
Das Missale gehört zu den Sammlungsbeständen der Stifts- und Landesbibliothek Skara (Skara stifts- och landsbibliotek) und wird im Västergötlands Museum ausgestellt.
2006 erschien eine Faksimile-Ausgabe mit wissenschaftlichem Kommentar.

## Ausgabe
- Stiftelsen för utgivande av Skaramissalet (Hrsg.): Skaramissalet. Skara 2006, ISBN 91-859802-7-7